# Lázaro Reinoso
Lázaro Reinoso Martínez (ur. 9 grudnia 1969) – kubański zapaśnik w stylu wolnym. Brązowy medalista olimpijski z Barcelony w wadze do 62 kg.
Siedmiokrotny uczestnik Mistrzostw Świata, srebrny medalista z 1993 roku. Brązowy medalista Igrzysk Panamerykańskich z 1991, dwukrotny złoty na Mistrzostwach Panamerykańskich z 1990 i 1991 roku. Triumfator Igrzysk Ameryki Środkowej i Karaibów i Mistrzostw Ameryki Centralnej w 1990. Trzeci w Pucharze Świata w 1993 i czwarty w 1990 roku.